# Entedon ulicis
Entedon ulicis är en stekelart som först beskrevs av Jean Pierre Omer Anne Édouard Perris 1840.  Entedon ulicis ingår i släktet Entedon och familjen finglanssteklar. Inga underarter finns listade i Catalogue of Life.